# Ljubelj
Ljubelj falu Horvátországban, Varasd megyében. Közigazgatásilag Ljubešćicához tartozik.

## Fekvése
Varasdtól 18 km-re, községközpontjától 3 km-re délkeletre a Kemléki-hegység völgyében fekszik.

## Története
1920-ig  Varasd vármegye Novi Marofi járásához tartozott, majd a Szerb-Horvát Királyság része lett. Lakosságát csak 1948-ban számlálták meg először önállóan, ekkor még 216 lakosa volt. 2001-ben a falunak 25 háza és 76 lakosa volt.

## Külső hivatkozások
- A község hivatalos oldala